# L'uomo lupo (film 1941)
L'uomo lupo (The Wolf Man) è un film del 1941 diretto dal regista George Waggner. La pellicola vede Lon Chaney Jr. nel ruolo del protagonista, e inoltre Claude Rains, Warren William, Ralph Bellamy, Patric Knowles e Evelyn Ankers, con Bela Lugosi e Maria Ouspenskaya in ruoli di comprimari. Il film rientra nel primo ciclo della serie dei "Mostri della Universal", ed ebbe una profonda influenza a Hollywood nella rappresentazione della leggenda dei licantropi.
Il film ha avuto un remake, Wolfman (2010).

## Trama
Larry Talbot, figlio di un gentiluomo gallese, torna a casa a Llanelli dall'America dopo la scomparsa del fratello maggiore. Qui, riunitosi con il padre, conosce una bella ragazza del villaggio vicino alla sua tenuta di nome Gwen Conliffe, la quale gestisce un negozio di antiquariato. Come scusa per parlarle, Larry acquista un bastone da passeggio decorato con una testa di lupo d'argento; Gwen gli spiega che rappresenta un lupo mannaro, una creatura sanguinaria in cui possono trasformarsi anche gli esseri umani più puri.
Più tardi, quella notte, Larry cerca di salvare Jenny, un'amica di Gwen, dall'attacco di un lupo. Uccide la bestia con il suo nuovo bastone da passeggio, ma viene ferito. Un'indovina di nome Maleva rivela a Larry che l'animale che lo ha morso era in realtà suo figlio Bela in forma di lupo, dicendogli che anche lui si trasformerà in un lupo mostruoso, poiché chiunque venga morso da un licantropo e sopravvive lo diventerà a sua volta. La donna informa Larry che l'unico materiale in grado di uccidere un lupo mannaro è l'argento.
Come previsto, Larry si trasforma in un lupo mannaro durante la successiva luna piena e miete diverse vittime tra gli abitanti del villaggio. La mattina dopo torna normale e ricorda gradualmente quello che è successo, provando orrore e senso di colpa. La seguente luna piena, chiede a suo padre di legarlo per impedirgli di ferire qualcun altro; tuttavia, una volta trasformato, si libera e aggredisce Gwen. Resosi conto del destino del figlio, che metterà a rischio vite di persone innocenti finché vive, il padre lo uccide a malincuore colpendolo in testa con il suo bastone d'argento. L'uomo e Gwen assistono così all'ultima trasformazione del corpo del licantropo nel cadavere umano di Larry.

## Produzione

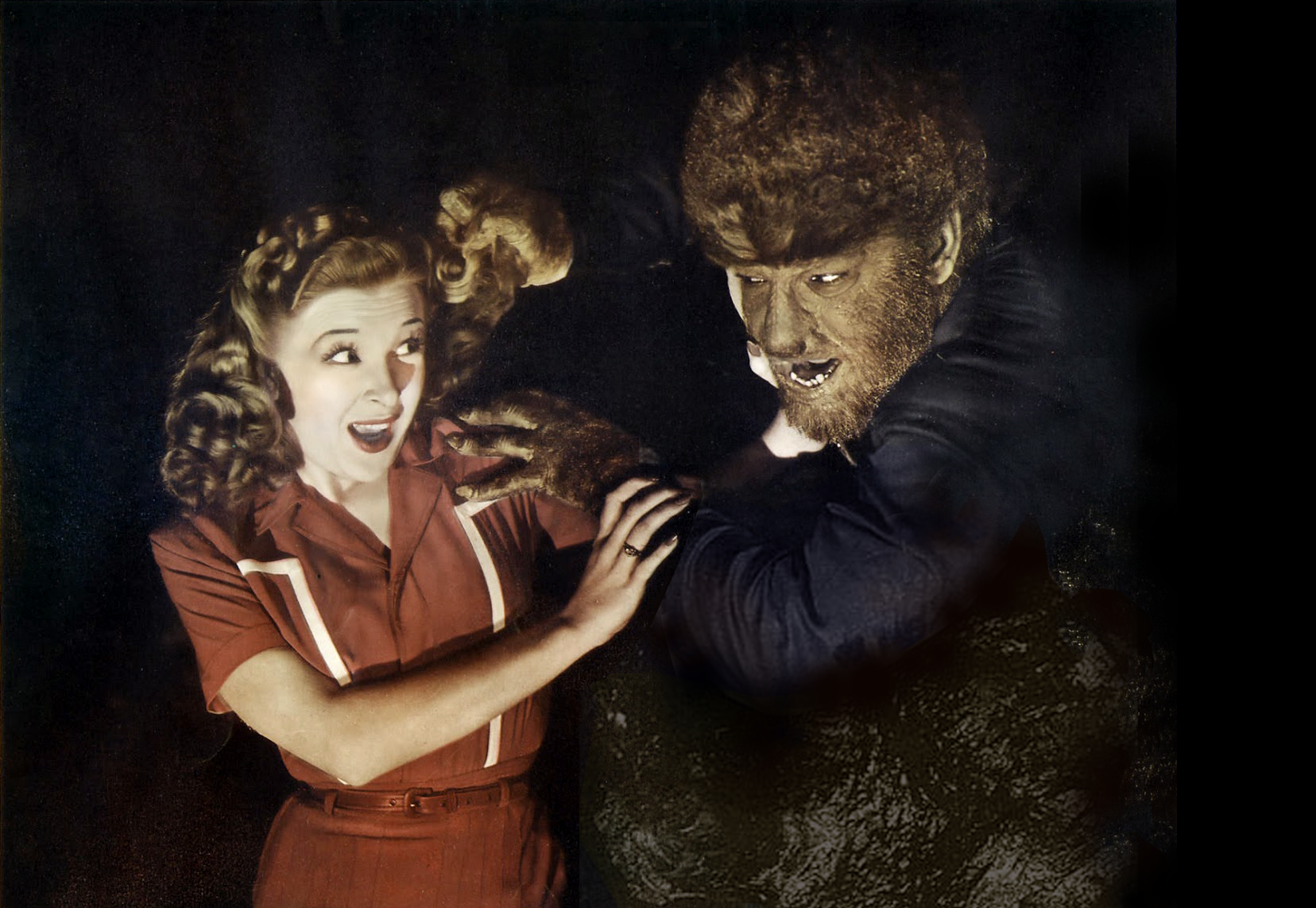
Larry Talbot, l'uomo lupo, aggredisce la bella Gwen

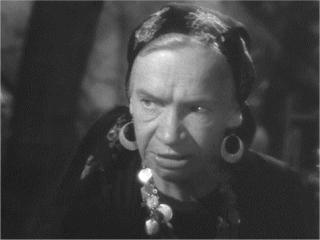
Maleva, la zingara

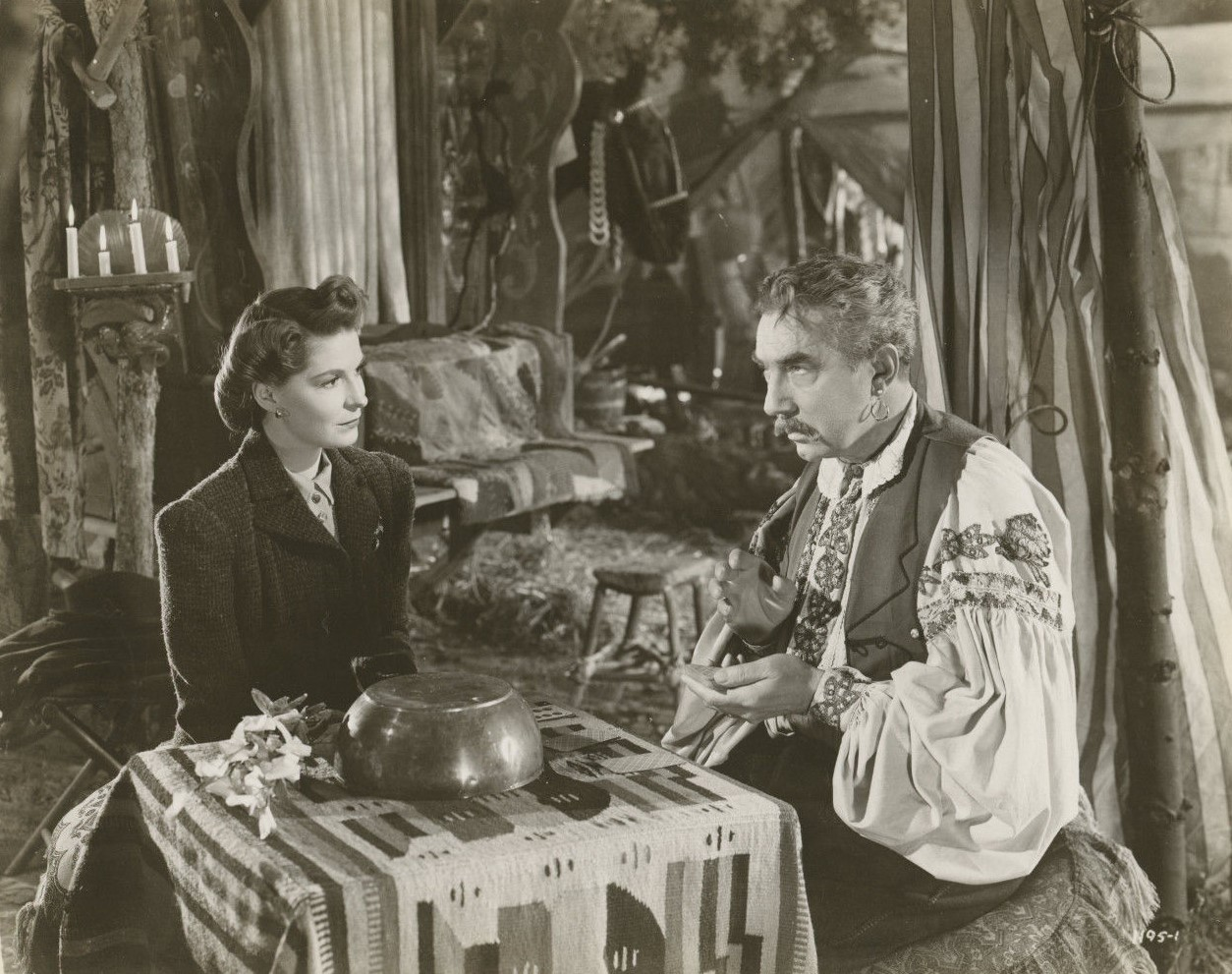
Bela lo zingaro e la sua prossima vittima

Le riprese durarono dal 27 ottobre al 25 novembre 1941.
L'idea di un film sui licantropi venne già ai dirigenti della Universal nel 1935, quando venne prodotto il film Il segreto del Tibet (Werewolf of London). Questa prima versione, nonostante il formidabile trucco ideato da Jack Pierce che rendeva l'uomo lupo più ferino della versione del 1941, non ebbe molto successo fra il pubblico.
La svolta avvenne nel 1941, quando lo sceneggiatore ebreo Curt Siodmak, fuggito dalla Germania nazista a Hollywood, ideò la nuova sceneggiatura per l'uomo lupo, disseminandola con riferimenti alla religione ebraica (la stella a cinque punte che compare sulla mano delle vittime del licantropo), e scrivendo la famosissima poesia: Even a man who is pure of heart and says his prayers by night may become a wolf when the wolfbane blooms and the autumn moon is bright ("Anche l'uomo che ha puro il suo cuore, ed ogni giorno si raccoglie in preghiera, può diventar lupo se fiorisce l'aconito, e la luna piena splende la sera"). Diventato una delle pietre miliari del cinema horror, grazie allo splendido trucco ideato da Jack Pierce e dalle musiche tritonali (nel medioevo il tritono era legato alla figura di Satana), è stato più volte ripreso e citato, per esempio da John Landis nel suo Un lupo mannaro americano a Londra, da Joe Dante ne L'ululato e da Fred Dekker in Scuola di mostri.

## Sequel
L'uomo lupo ebbe molto successo, e così Chaney riprese il ruolo in ulteriori quattro film della Universal, sebbene a differenza di altri "mostri" dell'epoca, Larry Talbot non ebbe mai la possibilità di avere un sequel solo a lui dedicato. In Frankenstein contro l'uomo lupo (1943) la tomba di Talbot viene profanata da due ladri durante una notte di luna piena, causando la sua resurrezione (e quindi rendendolo di fatto, nei film successivi, tecnicamente un "non morto"). La luna piena, che non era stata mostrata o menzionata nel primo film, venne impiegata come espediente per spiegare la resurrezione del mostro. Il resuscitato Talbot si mette in cerca del dottor Frankenstein sperando che egli possa trovare una cura alla sua licantropia, ma trova invece il mostro (Bela Lugosi). I due si scontrano nel finale, ma la lotta viene interrotta quando entrambi restano sepolti sotto le macerie del castello dei Frankenstein durante l'inondazione causata dalla popolazione del villaggio. In Al di là del mistero (1944), Talbot viene resuscitato nuovamente e gli viene promessa una cura per mezzo di un trapianto di cervello, ma l'uomo resta invece ucciso colpito da una pallottola d'argento. Egli ritorna senza spiegazioni in La casa degli orrori (1945), e viene finalmente curato dalla licantropia. Tuttavia, ne è afflitto nuovamente, per ragioni di copione, nel film comico Il cervello di Frankenstein (1948) con Gianni e Pinotto. Questa volta l'uomo lupo è una sorta di eroe, salvando Wilbur Grey (Lou Costello/Pinotto) dalle grinfie di Dracula (Bela Lugosi) che voleva trapiantare il suo cervello nel corpo del mostro (Glenn Strange). Afferrando il vampiro quando questi si è trasformato in un pipistrello, l'uomo lupo cade da una balconata precipitando in mare, trascinando Dracula con lui.

## Edizioni home video
Negli Stati Uniti The Wolf Man venne pubblicato in formato VHS nel 1992 come parte della "Classic Monster Collection" degli Universal Studios. Il 27 aprile 2004, la Universal distribuì The Wolf Man in formato DVD come parte della "Universal Legacy Collection". L'edizione deluxe a due dischi include quattro film: Werewolf of London, The Wolf Man, Frankenstein Meets the Wolf Man e She-Wolf of London. Inoltre sono presenti vari contenuti extra. Nel 2012 il film è stato distribuito in formato Blu-ray come parte della "Universal Classic Monsters Collection".

### Edizione italiana
Nell'edizione in DVD della Universal il doppiaggio italiano è completamente rifatto, così come nel Blu-ray Disc della stessa casa. Solo il DVD prodotto dalla Sinister Film contiene ancora il doppiaggio originale e la versione integrale del film. L'edizione italiana originale fu tuttavia privata di alcune scene - probabilmente per censura - che di conseguenza non furono doppiate.

## Remake e Reboot
La Universal Pictures produsse un remake de L'uomo lupo diretto da Joe Johnston con protagonista Benicio del Toro nel ruolo di Lawrence Talbot (e anche produttore del film). Il remake segue la medesima trama del film originale ma la storia e i personaggi furono modificati significativamente, con Anthony Hopkins in una versione totalmente diversa del ruolo di Claude Rains. Il film venne distribuito il 12 febbraio 2010, accolto da recensioni contrastanti e scarso riscontro al botteghino. Tuttavia, nel 2011 si aggiudicò un Academy Award for Best Makeup.
Poiché il remake del 2010 si era dimostrato un relativo insuccesso al box office, la Universal decise di non produrre un sequel.
Nel 2025 esce un reboot omonimo prodotto dalla Blumhouse Productions e distribuito sempre dalla Universal. Tuttavia, come il remake, ottenne critiche abbastanza tiepide e fu un flop commerciale.